# Sentai
Sentai (jap. 戦隊, Einsatztruppe) bezeichnet eine bestimmte Kategorie japanischer Tokusatsu- und Anime-Serien, bei denen die Hauptfiguren ein gemeinsam arbeitendes Team bilden, um gegen eine feindliche Organisation, die im Allgemeinen aus Dämonen oder Aliens besteht, zu kämpfen.
Sentai-Gruppen bestehen meistens aus fünf (seltener vier) Personen, die sich in Kampfsituationen in ein neues Alter Ego mit besonderen Fähigkeiten verwandeln können. Jeder Figur wird eine charakteristische Farbe und ein Symbol zugeordnet. Oft gehört zu einer bestimmten Farbe auch ein bestimmtes Element, aus dem der Kämpfer seine Kraft zieht.
Die erste Sentai-Anime-Serie war Kagaku Ninjatai Gatchaman aus dem Jahr 1972. Weitere bekannte Vertreter sind Saber Rider und die Starsheriffs und die Magical-Girl-Serie Bishoujo Senshi Sailor Moon. Einige dieser Anime tragen sogar „Sentai“ in ihrem Namen, wie etwa Chojin Sentai Balatack oder Gasshin Sentai Mechander Robot. 
Die erste Real-Sentai-Serie war Himitsu Sentai Goranger (Geheime Einsatztruppe Goranger) aus dem Jahr 1975, die auf einem Manga von Shōtarō Ishinomori (unter anderem Cyborg 009) basiert. Die in der westlichen Welt wohl bekannteste Sentai-Serie dürfte die unter dem Titel Power Rangers stark amerikanisierte Fassung der Super-Sentai-Reihe sein. 